# Thứ (thực vật học)
Trong danh pháp thực vật, một thứ (tiếng Anh: variety, tiếng Latinh: varietas, viết tắt là var.) là một cấp dưới loài và như vậy nó có tên ba phần (tên khoa học gồm ba phần), chẳng hạn Escobaria vivipara var. alversonii (J.M.Coult.) D.R.Hunt.
Một thứ sẽ có vẻ bề ngoài phân biệt với các thứ khác, nhưng có thể lai ghép tự do với các thứ của cùng loài này (nếu chúng có thể có sự tiếp xúc). Thông thường các thứ có sự chia tách về mặt địa lý với nhau.
Ví dụ: loài xương rồng Escobaria vivipara (Nutt.) Buxb., là một loài có khu vực phân bố rộng từ Canada tới México, và được tìm thấy trong khắp khu vực New Mexico dưới độ cao 2.600 m. Chín thứ của loài này đã được miêu tả. Tại các khu vực mà các thứ xương rồng này có thể tiếp xúc với nhau thì chúng ở dạng quá độ. Thứ Escobaria vivipara var. arizonica có ở Arizona, còn thứ Escobaria vivipara var. neo-mexicana có ở New Mexico.
Lưu ý:
- Trong danh pháp gây giống thực vật, "giống" hay "giống thực vật" là một thuật ngữ pháp lý, ít nhất là tại các quốc gia tham gia công ước của UPOV (Hiệp hội Quốc tế về Bảo hộ các Giống cây trồng mới).
- Trong danh pháp động vật, bậc duy nhất được chính thức quy định dưới loài là phân loài (subspecies). Các tên gọi được xếp là variety trước năm 1961 thì nay được xem là phân loài. Trong động vật học, dạng (forma hay morph) được sử dụng nếu cần thiết, nhưng không được ICZN điều chỉnh.
- Trong danh pháp vi khuẩn, "variety" không được cho phép nhưng các tên gọi được xếp là variety trước năm 1992 thì nay được xem là phân loài.